# خليج بانتري

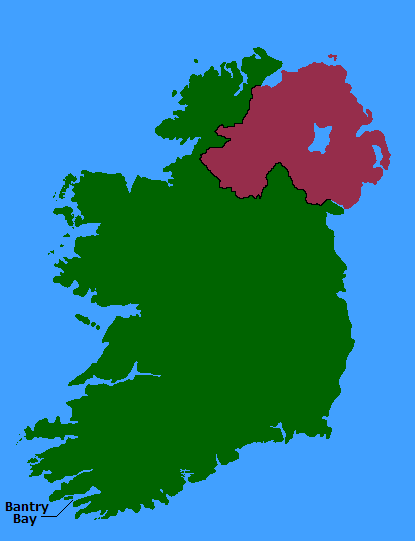
Location of Bantry Bay in Ireland

خليج بانتري (الأيرلندية: Cuan Baoi / Inbhear na mBárc / Bádh Bheanntraighe) هو خليج يقع في County Cork، أيرلندا. يمتد الخليج حوالي 35 كم (22 ميل) من الشمال الشرقي إلى الجنوب الغربي في المحيط الأطلسي. يبلغ عرضه حوالي 3 إلى 4 كم (1.8 إلى 2.5 ميل) عند الرأس وعرضه 10 كم (6.2 ميل) عند المدخل.

## خصائص جغرافية
خليج بانتري هو واد مغمور، يتكون من وادي نهر غارق نتيجة لارتفاع نسبي في مستوى سطح البحر. الخليج عبارة عن خليج عميق (حوالي 40 مترًا في المنتصف) وخليج طبيعي كبير، مع واحد من أطول المداخل في جنوب غرب أيرلندا، ويحدها من الشمال شبه جزيرة بيرا، التي تفصل خليج بانتري عن خليج كينمير. الحدود الجنوبية هي شبه جزيرة شيب هيد، التي تفصل خليج بانتري عن خليج دونمانوس. الجزر الرئيسية في الخليج هي جزيرة بيري وجزيرة ويدي. يقع Bere Island بالقرب من مدخل الخليج. على الجانب الشمالي من الجزيرة، يوجد ميناء بيرهافن وميناء كاستليتاون بيرهافن. بلدة Rerrin هي أكبر مستوطنة في الجزيرة. تقع قرية Ballynakilla أيضا هناك.
تقع جزيرة ويدي على رأس الخليج بالقرب من الشاطئ الجنوبي. إنها المحطة الرئيسية للنفط في أيرلندا، والميناء مناسب بشكل مثالي لناقلات المحيط الكبيرة. تقوم شركة Zenith Energy Management بإدارة نقطة واحدة للرسو (SPM) في محطة جزيرة ويدي للنفط. تم عرض خليج بانتري خلال إعلان تجاري شهير لشركة Gulf Oil يَظهِر ناقلة عملاقة "Universe Kuwait" التي تم بثها أثناء تغطية Apollo للفضاء في عام 1971.
تشمل المدن والقرى المحيطة بالخليج: Adrigole و Bantry و Ballylickey و Cahermore و Cappanolsha و Castletownbere (Castletown Bearhaven) و Donemark و Foilakill و Gerahies و Glengarriff. الطرق الرئيسية التي تتبع أجزاء من الخليج تشمل R572 (جزء من "Ring of Beara") و N71. يقع نادي خليج بانتري للجولف على رأس الخليج، مقابل جزيرة ويدي. تقع قلعة O'Sullivan Beara Dunboy Castle على الجانب الآخر من جزيرة Bere Island في مرفأ Berehaven. «النحاس جون» Puxley مانور في Dunboy. تستند رواية دافني دو مورييه "Hungry Hill" إلى مشاركة عائلة Puxley في صناعة تعدين القصدير والنحاس في المنطقة.

## تأريخ
مراكب بانتري / مراكب جزيرة بير
أَستخدم زورق طويل في رحلة استكشافية فرنسية في جزيرة بير ويقع في ميناء بيرهيفن لمدة 102 عام. تم نقله إلى Bantry House في عام 1898، وتم نقله من Bantry House إلى دبلن في عام 1944 وتم تقديمه إلى المتحف الوطني لأيرلندا. في عام 1977، تم تقديمه إلى المعهد البحري الأيرلندي الذي عرضه في المتحف البحري الوطني لأيرلندا، Dún Laoghaire، حتى عام 2003. يتم عرض نموذج مصغر الآن. تمت استعادة القارب الطويل في متحف ليفربول بتكلفة 50.000 يورو، وهو معروض في المتحف الوطني لأيرلندا، كولينز باركنز، كجزء من معرض الجنود والشيوخ